# Tomasi Cama Junior
Pour les articles homonymes, voir Cama.

a Compétitions nationales et continentales officielles uniquement.

b Matchs officiels uniquement.
Tomasi Cama Junior est un joueur néo-zélandais de rugby à sept et à XV né aux Fidji. Il joue entre 2005 et 2014 avec l'équipe de Nouvelle-Zélande de rugby à sept et de 2006 à 2013 avec Manawatu en Air New Zealand Cup. En 2012, il nommé meilleur joueur du monde de rugby à sept. Avec 2 026 points inscrits en World Series, il est le deuxième meilleur marqueur de l'histoire de la compétition derrière l'anglais Ben Gollings.

## Carrière
Tomasi Cama Junior est né à Suva, la capitale des Fidji d'un père international fidjien (à sept et à XV). Il dispute avec la franchise de Manawatu le championnat des provinces néo-zélandaises entre 2006 et 2013 avec qui il disputera 43 matches et inscrira 10 essais.
En 2005, il fait également ses débuts avec l'équipe nationale de rugby à sept en World Series. En 2008, il termine meilleur marqueur de la saison avec 319 points inscrits et remporte son premier titre de champion dans cette compétition. Il alors retenu en 2010 avec la sélection néo-zélandaise pour les Jeux du Commonwealth, compétition remporté par Tomasi Cama Junior et ses coéquipiers face aux australiens (24-17). En 2012, il termine une seconde fois meilleur marqueur des World Series (390 points), remporte le circuit mondial et il est nommé meilleur joueur du monde de rugby à sept au cours des prix IRB. L'année suivante, il remporte la coupe du monde en battant en finale l'Angleterre (33-0). En 2015, il est contraint de prendre sa retraite à cause de blessures à répétitions, l'empêchant de disputer les premiers Jeux olympiques de la discipline en 2016. Il intègre alors le staff des équipes néo-zélandaises masculine et féminine.
Avec 2 026 points à la fin de sa carrière, il est le deuxième meilleur marqueur de l'histoire des World Series derrière l'anglais Ben Gollings.

## Palmarès

### Rugby à sept
- Quintuple vainqueur des World Series : 2008, 2011, 2012, 2013 et 2014
- Vainqueur des Jeux du Commonwealth en 2010
- Vainqueur de la Coupe du monde en 2013

### Distinction individuelles
- Meilleur joueur du monde de rugby à sept 2012
- Double meilleur marquer des World Series en 2008 et 2012

## Statistiques

### Province
- 43 matches joués (42 titularisations)
- 10 essais inscrits
- 55 points inscrits (10 essais, 1 drop, une transformation)[2]

### World Sevens Series
- 281 sélections
- 2 026 points inscrits[9]
  - 145 essais
  - 649 transformations
  - 1 pénalité